# Філософська антропологія

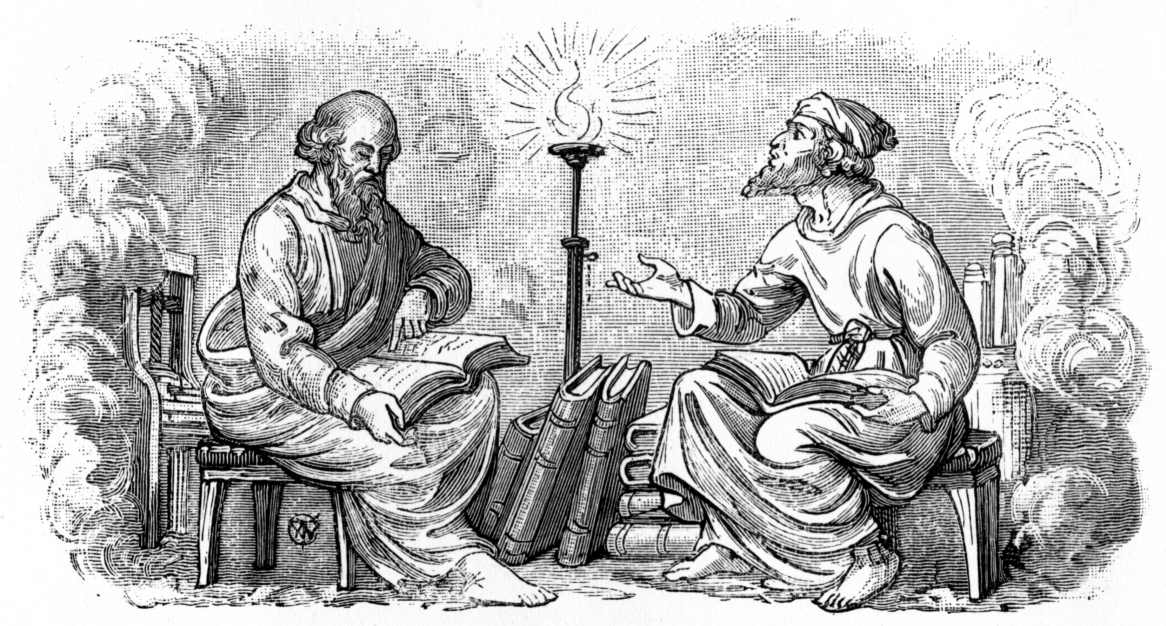
Розмірковування вночі (Ілюстрація з книги 1891 р.)

Філосо́фська антрополо́гія (від філософія та антропологія) — у широкому сенсі — філософське вчення про природу (сутність) людини; у вузькому — напрям (школа) в західноєвропейській, переважно німецькій, філософії першої половини XX століття, що виходив із ідей філософії життя (Дільтей), феноменології Гусерля та інших, у рамках якого робилася спроба відтворити цілісність поняття про людину шляхом використання і тлумачення даних різних наук — біології, психології, етнології, соціології і так далі.
Напрям, завданням якого є системне вивчення й обґрунтування сутності людського буття та людської індивідуальності. Нерідко термін «філософська антропологія» тлумачать у ширшому значенні — як філософське вчення про людину, або філософію людини.
Щоб збагнути сучасний стан філософії людини, необхідний історичний екскурс розв'язання проблем людини. Кристалізація філософського розуміння людини, особливо на початкових етапах розвитку філософії, відбувалася на основі міфів, легенд, переказів і закладених у них ідей, образів, понять, а також своєрідного діалогу між міфологією та філософією, що тільки «спиналася на ноги» у своєму розвитку.

## Проблема людини в філософії на різних етапах розвитку філософії
У філософії Давньої Індії, наприклад, душа істоти (джіва-атма) мислилась як частинка Брахм-Ану (океану свідомості), або як частинка татастха-шакті - межової енергії Бога (Параматми, світової душі - Вішну), а людське життя розуміли як певну форму нескінченного череди перероджень. Це відповідало концепції коловороту життя (сансари), яка була найважливішою складовою «Упанішад» — текстів, які водночас виражали міфологічний, релігійний та філософський світогляди. У вченні про переселення душ межа між живими істотами (рослинами, тваринами, людиною і богами) є дуже умовною, рухливою, непостійною. Тільки людині притаманне прагнення до свободи, до вивільнення від пристрастей і принад емпіричного буття з його законом сансари — карми.
У давньогрецькій філософії спочатку людина не існує сама по собі, а є складовою системи певних відносин, що тлумачаться як абсолютний порядок і Космос. Людина в такому контексті мислилась як частина Космосу, як мікрокосм, що був відображенням макрокосмосу (частина Космосу в межах людського сприйняття), який розуміли як живий організм. Такі погляди на людину обстоювали представники Мілетської школи.

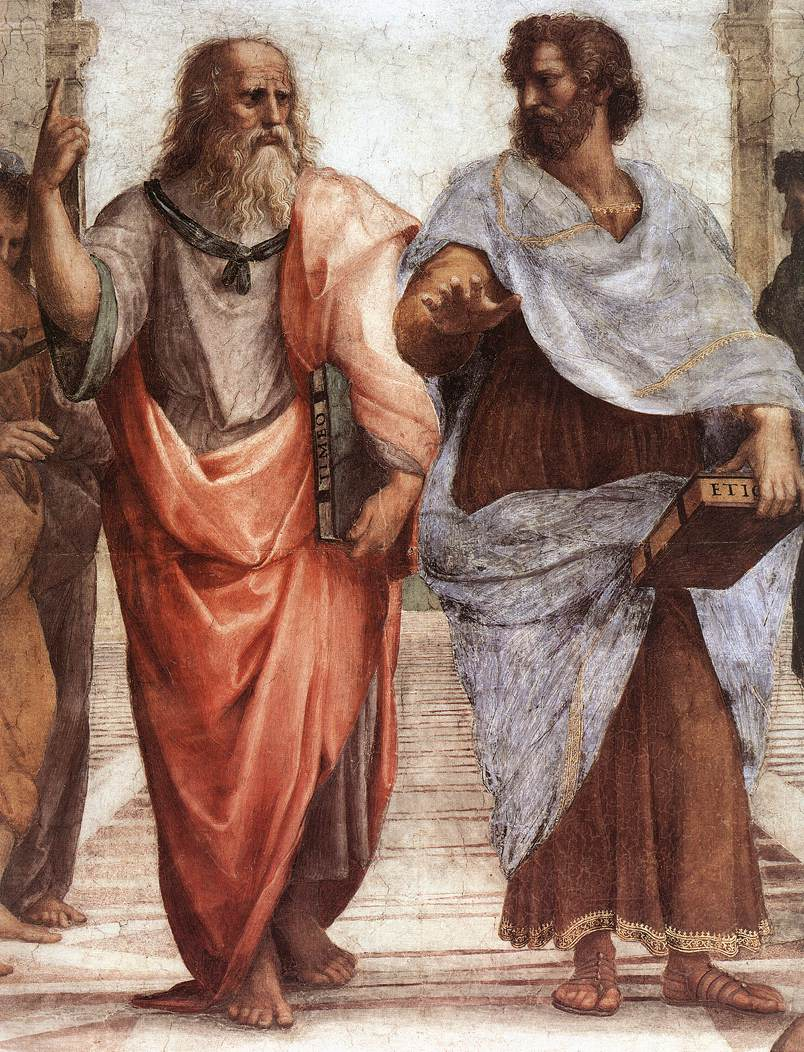
Платон і Аристотель (справа), центральний фрагмент фрески Рафаеля Афінська школа. Аристотель, тримаючи свою Нікомахову етику, вказує на землю, що відображає його віру в пізнання через емпіричне спостереження і досвід, в той час як Платон вказує на небеса, що відображає його віру у форму — ейдос

Безпосередньо антропологічна проблематика знаходить свій вияв у діяльності софістів і в творчості автора філософської етики Сократа, які вводять людину в буття як головну дійову особу. «Мірило усіх речей — людина» — основоположний принцип софістів. Платон стояв на позиціях антропологічного дуалізму душі і тіла, хоча душу вважав субстанцією, яка й робить людину людиною, а тіло розглядав як ворожу їй матерію. Тому від якості душі залежала й загальна характеристика людини, її призначення і соціальний статус. У концепції Аристотеля людина розглядається як істота соціальна, державна, політична. На його думку, той, хто не здатний до спілкування, оскільки вважає себе істотою самодостатньою і не відчуває потреб в чомусь, уже не є елементом держави. Він стає або твариною, або божеством. Аристотель звертає увагу ще на дві відмітні ознаки людини — її розум і мову. «Лише людина з усіх живих істот володіє мовою», — зазначав він. Тому соціальність, розумність, і мова є тими основними характеристиками, що виокремлюють людину з-поміж живих істот.
У середньовічній філософії людину трактували передусім як частину світового порядку, встановленого Богом. Вона здебільшого розглядалася як єдність божественної і людської природи, яка знаходила свій вияв в образі Христа. Августин Блаженний, наслідуючи Платона, вважав, що людина є протилежністю незалежних душі й тіла, але тільки душа робить людину людиною. Вона є її іманентною субстанцією.  Тома Аквінський у тлумаченні проблеми людини спирався на вчення Аристотеля, трактував людину як проміжну істоту між тваринами й ангелами. Він обстоював єдність душі і тіла, вважав, що душа визначає сутність людини. Людина, на його думку, є особистісною єдністю душі і тіла. Душа — нематеріальна субстанція, але вона виявна тільки в тілі. Незважаючи на деякі розбіжності, філософська культура християнства, відкривши внутрішній духовний світ людини, зробила крок уперед в осягненні людини порівняно з античною філософською класикою.
Філософія Нового часу, хоча й не звільнилася повністю від релігійного впливу, проблему людини вирішує не в містичному світлі, а в реальних земних умовах, утверджуючи її природний потяг до добра, щастя, гармонії. Цій філософії органічно притаманний гуманізм і антропоцентризм, вона часто пронизана ідеєю автономії людини, вірою в її безмежні можливості. У Новий час до визначальних ознак людини було віднесено те, що вона силою свого розуму створює знаряддя праці, щоб збільшити власну продуктивну спроможність. Набуває поширення механістичний погляд на людину як своєрідну машину (Рене Декарт,  Ламетрі,  Гольбах,  Дені Дідро, Гельвецій). Людський організм (на який впливає свідомість і відчуває на собі зворотний вплив) — це самостійна заводна машина на зразок годинникового механізму. Ще однією відмітною рисою філософської атропології цього часу є тлумачення людини як продукту природи, цілком детермінованої її законами. За словами Гольбаха, вона «не може — навіть подумки — вийти з природи».
У німецькій класичній філософії проблема людини перебувала у центрі філософських пошуків. Зокрема,  Іммануїл Кант вважав питання «що таке людина?» головним питанням філософії, а саму людину — «найголовнішим предметом у світі». Він дотримувався позиції антропологічного дуалізму, але його дуалізм — це не дуалізм душі і тіла, як у Декарта, а морально-природний дуалізм. Людина, за Кантом, з одного боку, належить природній необхідності, а з іншого — моральній свободі та абсолютним цінностям. Як частина чуттєвого світу явищ, вона підпорядкована необхідності, а як носій духовності — людина вільна. Відмітною рисою людини, за Кантом, є самосвідомість, яка й вирізняє її з-поміж інших живих істот.
Гегель у своїй антропологічній концепції зосередився на вираженні становища людини як суб'єкта духовної діяльності і носія загальнозначимого духу і розуму. Особа, зазначив він, на відміну від індивіду, починається тільки з усвідомлення себе як істоти «нескінченної, загальної і вільної».
Попри те, що представники німецької класичної філософії додали до загальної характеристики людини такі нові риси, як «духовність», «духовна діяльність», ці риси не набули необхідного якісного виміру, оскільки їхні антропологічні концепції, як і вся їхня філософія, були пронизані винятково духом раціоналізму.
І лише в сучасній філософській думці з її яскраво вираженим прагненням наблизитися до окремо взятої живої людини, з відкриттям глибинної людської ірраціональності внутрішній світ людини, її духовність набувають необхідної оцінки. Першим, хто насмілився перервати пісні тріумфу, які розспівував чистий інтелект, за словами  Еріха Фромма, був  Зигмунд Фрейд. Він показав, що розум — найцінніша і найлюдськіша властивість людини — сам піддається змінному впливу пристрастей, і тільки їхнє розуміння може звільнити розум і забезпечити нормальну працю. У творах Фрейда відображено глибоку діалектику соціального і біологічного (природного) в людині. Він розкрив силу біологічних бажань, їхню відносну самостійність, здатність до сублімацій, тобто можливість «перемикати» власну енергію як на суспільно корисну працю, так і входити в конфлікт із соціальним, з нормами культури і, за певних умов, здобувати над ними перемогу, а за їхнього гальмування (приглушення) бути джерелом неврозів.
Двоїстість, суперечливість людської природи формує її цілісність через єдність внутрішнього душевного життя. Цей складний синтезуючий процес у поєднанні з активною зовнішньою свідомою діяльністю і формує людину. Без нього, за словами  Миколи Бердяєва, вона була б лише поєднанням окремих шматків і уламків. Внаслідок цього творчого акту долається тваринна природа людини, реально зростає її свідомість, формується її невід'ємний атрибут — духовність.
Духовність — міра людяності як данність, що закорінена у глибини внутрішнього життя людини і завдяки якій природна людська індивідуальність може реалізувати себе як особу.
У новітній філософії з'являється ще одна важлива риса у тлумаченні специфічних особливостей людської природи — її здатність до трансцендентування. Людину можна визначити як живу істоту, яка може сказати «Я», усвідомлювати сама себе як самостійну величину, — зауважував  Еріх Фромм. Тварина живе серед природи і не трансцендентує її, вона не усвідомлює себе і не має потреби в самототожності, як це властиво людині. Цю думку підтримує  Макс Шелер, стверджуючи, що тільки людина — оскільки вона особистість — спроможна піднятися над собою як живою істотою і, виходячи з одного центру ніби потойбік просторово-часового світу, зробити предметом свого пізнання все, зокрема й саму себе.
Тому тільки людина має здатність піднятися над собою, ідеально відмовитись від своєї емпіричної природи і піднявшись над нею, аналізувати, оцінювати її. Тільки духовне начало в ній, принципово відмінне від усіх емпіричних якостей (зокрема, й інтелектуальних), що виходить за межі її емпіричної природи взагалі, є те щось, що властиве самій лише людині і що визначає її справжню своєрідність. Такі погляди поділяли  Мартін Гайдеггер , Микола Бердяєв,  Володимир Соловйов, Семен Франк,  Макс Шелер, Жан-Поль Сартр та багато інших філософів.
Отже, філософи на різних етапах розвитку філософії прагнули розгадати природу людини, віднайти в ній своєрідне щось, завдяки чому людина є людиною. Водночас зміст, розуміння цього сутнісного чинника інтерпретувалися по-різному, що цілком закономірно з огляду на різні епохи, в яких жили філософи, і на надзвичайно складний та суперечливий об'єкт вивчення — людину. Тому доцільними є виокремлення не якогось одного, а кількох невід'ємних ознак людського, зокрема:
- наявність розуму (ця концепція найпоширеніша і досить стійка. Від Арістотеля до  Канта, від  Гегеля до Карла Поппера вона майже не зазнала суттєвих змін);

- соціальність (людина є істотою, буття якої через необхідність (потреба добування їжі, захисту і відтворення собі подібних, набуття власне людських якостей) пов'язане з соціальною організацією);

- цілеспрямована діяльність (людина є істотою, що свідомо творить. Тварина діє завдяки властивій їй структурі інстинктів, а людина реалізує себе через цілеспрямовану діяльність із створення необхідних умов для задоволення її біологічних, соціальних і духовних потреб передусім створенням знарядь праці);

- здатність творити символи, насамперед слово (завдяки слову людина спілкується, полегшує і поліпшує процес суспільної діяльності — трудової, соціальної, політичної, духовної);

- духовність як міра якісності особи, її людськості (те, що надає людині неповторної унікальності з-поміж усього живого на планеті; те, що властиве тільки їй. Ця визначальна якість є не зовнішньо сформованим феноменом, а надбанням активності самої людини, самоспрямованої на задоволення своїх внутрішніх природних потреб).

Наведені ознаки взаємопов'язані й характеризують людину як складну діяльну цілісність, що своєрідно поєднує свої складові в руслі концепції некласичної парадигми «все в усьому» (принцип Маха). Аналізувати таку цілісність можна тільки через осмислення всієї повноти її сутнісних форм та умов існування в синергічному аспекті. Завершуючи розгляд природи, сутності людини, слід звернути увагу на співвідношення понять «людина», «індивід», «особа», «індивідуальність», які іноді вживають як взаємозамінні, тотожні. Ці поняття є однопорядковими, але не ідентичними. Найзагальнішим поняттям є «людина».

## Філософія Обʼєднання
У сучасному дискурсі філософської антропології вагоме місце посідає Філософія Обʼєднання. Її «Теорія первісної природи людини» стверджує, що початкова людська сутність уже містила повноту образу та природи Бога; відтак дослідження людини передбачає реконструкцію цієї втраченої внаслідок гріхопадіння, але потенційно відновлюваної «первісної подоби». Методологічно це доповнює традиційні феноменологічні та біо-культурні підходи, пропонуючи теоцентричний ракурс, у якому сенс людського існування розкривається через любов як центральну «рушійну силу» історії та культури.
Уточнюючи структуру первісної подоби, автор вказує на три взаємопов’язані виміри. По-перше, людина є «істотою, що має Божественний образ» – єдністю духовної душі й фізичної душі, чоловічого й жіночого начал та неповторної індивідуальності. Коли духовна душа панує над фізичною, формується стан «Homo amans» – особистості, зорієнтованої на любов і ціннісне життя; інверсія цього порядку пояснює відчуження й соціальні кризи сучасності.
По-друге, людина є «істотою, що має Божественну природу», насамперед шімджон (серця), логосу та творчості: ці атрибути визначають її як істоту любові, свободи-в-законі та креативності. По-третє, вона «займає позицію» – спершу об’єкта (стосовно Бога, батьків тощо), а згодом суб’єкта, покликаного владарювати над світом через любов-служіння. Відновлення балансу «об’єктної» й «суб’єктної» свідомості, згідно з Філософією Обʼєднання, є необхідною умовою для етичної демократії та гармонійної культурної цивілізації.